# Сериков, Владислав Владиславович
Владислав Владиславович Сериков (род. 1950) — российский учёный, педагог. Академик РАО (2023), профессор, доктор педагогических наук, Заслуженный деятель науки РФ (1998), лауреат Премии Правительства России в области образования (2003).

## Биография
Сын Владислава Пахомовича Серикова — основоположника и пропагандиста бригадного подряда в промышленном строительстве.
Окончил Мурманский государственный педагогический институт (1972). В 1979 г. защитил кандидатскую диссертацию на тему «Стимулирование самовоспитания старшеклассников как условие формирования социально ценных качеств их личности: (На примере воспитания познавательной самостоятельности в процессе преподавания предметов естественно-математического цикла)».
Работает на факультете психологии и социальной работы Волгоградского государственного социально-педагогического университета, в настоящее время — зав. кафедрой управления педагогическими системами.
Доктор педагогических наук (1990, диссертация «Дидактические основы реализации политехнической направленности общеобразовательных предметов в средней школе : диссертация … доктора педагогических наук : 13.00.01 / АПН СССР. НИИ общ. педагогики. — Волгоград, 1989. — 381 с. : ил.»). Профессор (1991).
Сфера научных интересов: теория педагогики, личностный подход в образовании, управление педагогическими системами.
Член-корреспондент РАО с 11 апреля 1996 г. (Отделение философии образования и теоретической педагогики).
Член редакционных советов журналов (список ВАК): «Отечественная и зарубежная педагогика» (Москва), «Ценности и смыслы» (Москва), «Человек и образование» (Санкт-Петербург), «Известия Воронежского государственного педагогического университета» (Воронеж); «Известия Волгоградского государственного педагогического университета» (Волгоград", «Бизнес и образование» (Волгоград), «Перспективы науки и образования» и др.

## Награды и признание
Лауреат Премии Правительства РФ в области образования (2003).

## Основные труды
- Образование и личность : Теория и практика проектирования пед. систем / В. В. Сериков. — М.: Логос, 1999. — 271 с.; ISBN 5-88439-018-1.
- Развитие личности в образовательном процессе / В. В. Сериков. — Москва: Логос, 2012. — 447 с.
- Формирование у учащихся готовности к труду / В. В. Сериков. — М. : Педагогика, 1988. — 191 с. — (ОПН. Образование. Пед. науки. Общ. педагогика); ISBN 5-7155-0165-2.
- Личностный подход в образовании: концепция и технологии / В. В. Сериков; Волгогр. гос. пед. ун-т. — Волгоград : Перемена, 1994. — 150 с.; ISBN 5-88234-061-6.
- Обучение как вид педагогической деятельности : учеб. пос. для студ. вузов ... по спец. «Педагогика», «Педагогика и психология» / В. В. Сериков; под ред. В. А. Сластёнина, И. А. Колесниковой. — Москва: Академия, 2008. — 254 с. — (Профессионализм педагога); ISBN 978-5-7695-4443-9.
- Сериков В. П., Сериков В. В. Коллективное наставничество. Опыт, размышления, выводы. Записка, представленная на кафедру Мурманского ГПИ в бытность В. В. Серикова ассистентом кафедры педагогики и психологии упомянутого ин-та.[1]

### Под его редакцией
- Современный учебник. Формирование ключевых навыков человека XXI века: метод. пособие для авторов учебников, экспертов, учителей / М. В. Богуславский и соавторы; под ред. И.М. Осмоловской, В. В. Серикова. М.: ФГБНУ «Институт стратегии развития образования РАО», 2022. 180 с.

## Примечанпия
1. ↑  О подготовке данной записки упоминается в книге Виталий Мальков. Северное сияние (о В. П. Серикове и его бригаде). Сер. «Герои нашего времени». М.: Детская литература, 1977. С. 107.